# Villeroy (Seine-et-Marne)
Villeroy település Franciaországban, Seine-et-Marne megyében. Lakosainak száma 692 fő (2022. január 1.). Villeroy Charmentray, Charny, Iverny, Chauconin-Neufmontiers, Le Plessis-aux-Bois, Trilbardou és Vinantes községekkel határos.

## Népesség
A település népessége az elmúlt években az alábbi módon változott:
| Lakosok száma | 711  | 727  | 734  | 721  | 713  | 705  | 701  | 699  | 692  |
|               | 2013 | 2015 | 2016 | 2017 | 2018 | 2019 | 2020 | 2021 | 2022 |